# Давка в Пномпене
Давка в Пномпене — давка, произошедшая 22 ноября 2010 года в столице Камбоджи во время традиционного камбоджийского праздника — Бон Ом Тук (Водного фестиваля). В результате давки погибли 347 человек, ещё более пятисот получили ранения различной степени тяжести.

## Давка
22 ноября 2010 года в Пномпене должно было состояться торжественное закрытие одного из главных кхмерских праздников — фестиваля воды. На мосту через реку Тонлесап, приток Меконга, к Алмазному острову собрались тысячи людей, пришедших на праздник посмотреть гонки на лодках и фейерверки. На узком переходе возникла давка, в которой практически сразу же погибли несколько десятков человек. Остальные погибшие в большинстве своём бросались в воду и тонули в ней.

## Расследование инцидента
Сразу же после трагедии был создан комитет по её расследованию во главе с камбоджийским министром по социальным вопросам Итхом Самхенгом. Цифры погибших в результате трагедии сообщались несколько раз, доходя до 456 погибших и порядка 500 получивших ранения различной степени тяжести. В итоговом заключении было объявлено о 347 погибших, где 221 - женщины.
По официальной версии, сообщённой заместителем Самхенга генерал-лейтенантом полиции Соком Пхалом, давка возникла в результате паники, которую, в свою очередь, спровоцировала не рассчитанная на такое количество народа конструкция моста, в результате чего мост стал раскачиваться. Другую версию, о том, что паника была спровоцирована массовым пищевым отравлением, опроверг советник премьер-министра страны Ом Йентйенг.
Премьер-министр Камбоджи Хун Сен объявил 25 ноября 2010 года днём национального траура. По его словам, давка на мосту через Тонлесап — худшее, что случалось в стране со времён правления «красных кхмеров» и Пол Пота. Он распорядился выплатить семьям погибших по 5 миллионов риелей (около 1250 долларов США), а пострадавшим — по 1 миллиону (около 250 долларов США).